# Fredlanea vilhena
Fredlanea vilhena är en skalbaggsart som beskrevs av Martins och Maria Helena M. Galileo 1996. Fredlanea vilhena ingår i släktet Fredlanea och familjen långhorningar. Inga underarter finns listade i Catalogue of Life.